# Adam Copeland
Adam Joseph Copeland (Orangeville, Ontario, Canadà; 30 d'octubre del 1973) conegut professionalment com a Edge, és un lluitador professional i actor canadenc. Actualment està contractat per la WWE, on actua a la marca Raw.

## Carrera

### World Wrestling Federation/Entertainment
El 1998, Copeland fou contractat per la WWF, debutà a televisió el 22 de juny del 1998 a l'episodi de Raw is War amb el nom d'Edge. La seva primera lluita en PPV va ser en el SummerSlam 1998.

#### 1999-2000
Edge inicià un feu contra el lluitador vampir "Grangre". Durant aquest període, Grangel ficà en Christian, l'amic d'Egde com el seu aliat. Més tard, Grange i Christian van convèncer en Edge perquè se'ls unís formant així el trio que es diria The Brood. Al qual s'uní més tard The Undertaker, el Ministre de la Foscor.
Al maig de 1999, The Brood abandonà el Ministre després que Christian fos atacat per Ken Shamrock i forçat a revelar on estava el captiveri de Stephanie McMahon. The Undertaker decidí castigar en Christian per la seva traïció, però Edge i Grangel s'oposaren a l'Undertaker.

#### 2001
En l'esdeveniment Royal Rumble, Edge & Christian van perdre el Campionat Mundial en Parelles enfront dels Dudley Boyz i posteriorment la revenja en No Way Out, però els van recuperar en WrestleMania X-Seven després de derrotar a The Hardy Boyz i The Dudley Boyz en un TLC Match. No obstant això, el 19 d'abril van perdre els campionats enfront de Brothers of Destruction.
Després d'això, Edge va participar en el torneig King of the Ring, on va derrotar Perry Saturn en els quarts de final, a Rhyno a les semifinals, ja Kurt Angle a la final, guanyant així dit torneig. Posteriorment en SummerSlam va derrotar Llanci Storm guanyant el Campionat Intercontinental. El 3 de setembre, Christian va trair a Edge, cosa que va provocar un feu entre ells al voltant del campionat Intercontinental. En Unforgiven, Edge va perdre aquest campionat davant Christian, recuperant un mes més tard en l'esdeveniment No Mercy davant el mateix en un ladder match. Finalment va retenir el campionat enfront de Christian en Rebellion en una steel cage match, acabant així el feu entre ells.
El 5 de novembre va perdre el Campionat Intercontinental davant Test però una setmana després, el 12 de novembre, Edge va guanyar el Campionat dels Estats Units de la WCW després de derrotar a Kurt Angle. Després d'això va tenir un petit feu amb Test, el qual va acabar en Survivor Sèries, on Edge va sortir victoriós en un combat d'unificació del Campionat Intercontinental i del Campionat dels Estats Units.

#### 2002
En l'esdeveniment Royal Rumble, Edge va perdre el Campionat Intercontinental enfront de William Regal i posteriorment la revenja en No Way Out. Després d'això va iniciar un breu enfrontament amb Booker T, el qual va acabar en WrestleMania X8, on va sortir victorios. El 25 de març a l'edició de RAW, durant la qual es va realitzar el Draft, Edge va ser enviat a la marca SmackDown!, on va tenir un enfrontament amb Kurt Angle, enfront de qui es va enfrontar en Backlash i en Judgment Day, amb una derrota i una victòria, respectivament. Després d'això es va aliar amb Hulk Hogan, guanyant al seu costat el Campionat Mundial en Parelles de la WWE després de derrotar a Billy & Chuck el 4 de juliol de 2002, però ho van perdre davant Christian & Llanci Storm a Vengeance.
Després va tenir un enfrontament amb Eddie Guerrero, davant qui es va enfrontar SummerSlam, amb victòria per Edge, i en Unforgiven, amb victòria per Guerrero. Posteriorment va començar a formar parella al costat de Rey Mysterio i junts van participar en un torneig per coronar als primers Campions en Parella de la WWE. El 10 d'octubre, Edge & Mysterio van derrotar Tajiri & Brock Lesnar en els quarts de final i el 17 d'octubre, a Ron Simmons & Reverend D-von a les semifinals, però van perdre en la final a No Mercy davant Chris Benoit & Kurt Angle.
En Rebellion, Edge va tenir una oportunitat pel Campionat de la WWE enfront del campió Brock Lesnar, però va perdre la lluita. Finalment, el 7 de novembre, Edge i Mysterio van guanyar el Campionat en Parelles de la WWE després de derrotar a Benoit i Angle, però ho van perdre en Survivor Sèries davant Eddie & Chavo Guerrero en un combat en què també participaven Angle i Benoit.

#### 2011 - Retirada
L'any 2011 Edge es va retirar del wrestling professional a conseqüència d'una fractura al coll. La seva última aparició va ser durant l'Extreme Rules d'aquell mateix any on va distreure Alberto del Rio per fer que el seu amic Christian guanyes el Campionat Mundial Pes Pesant.